# 夢見るテレーズ
『夢見るテレーズ』（ゆめみるテレーズ、フランス語: Thérèse  rêvant、英語: Thérèse Dreaming）は、ポーランド系フランス人バルテュス（バルタザール・ミシェル・クロソウスキー・ド・ローラ）が描いた1938年の絵画。ニューヨークのメトロポリタン美術館の所蔵品の一つであり、その挑発的な主題と芸術的価値の高さは、メディア、美術史家、心理学者、文化学者の関心を繰り返し集めている。
1936年に、バルテュスは、隣に住む11歳の少女テレーズ・ブランシャールと知り合った。その後の3年間に、バルテュスは彼女をモデルにして多くの絵を描いた。これらの作品は、少女の思索めいた表情などが正しく描写されている。その中の2枚で、テレーズは片足を上げて、白い下着を見せる同じポーズで描かれている。この作品が1937年の『猫と少女』と、1938年の『夢見るテレーズ』である。